# Villeneuve-de-Marc
Villeneuve-de-Marc és un municipi francès situat al departament de la Isèra i a la regió d'Alvèrnia-Roine-Alps. L'any 2007 tenia 1.176 habitants.

## Demografia

### Població
El 2007 la població de fet de Villeneuve-de-Marc era de 1.176 persones. Hi havia 418 famílies de les quals 90 eren unipersonals (53 homes vivint sols i 37 dones vivint soles), 123 parelles sense fills, 193 parelles amb fills i 12 famílies monoparentals amb fills.
La població ha evolucionat segons el següent gràfic:
Habitants censats

### Habitatges
El 2007 hi havia 478 habitatges, 435 eren l'habitatge principal de la família, 28 eren segones residències i 14 estaven desocupats. 444 eren cases i 32 eren apartaments. Dels 435 habitatges principals, 366 estaven ocupats pels seus propietaris, 62 estaven llogats i ocupats pels llogaters i 7 estaven cedits a títol gratuït; 1 tenia una cambra, 20 en tenien dues, 59 en tenien tres, 116 en tenien quatre i 240 en tenien cinc o més. 372 habitatges disposaven pel capbaix d'una plaça de pàrquing. A 149 habitatges hi havia un automòbil i a 248 n'hi havia dos o més.

### Piràmide de població
La piràmide de població per edats i sexe el 2009 era:
| Homes | Edats   | Dones |
| ----- | ------- | ----- |
| 4     | 95 o +  | 0     |
| 4     | 90 a 94 | 8     |
| 12    | 85 a 89 | 16    |
| 4     | 80 a 84 | 16    |
| 12    | 75 a 79 | 24    |
| 24    | 70 a 74 | 32    |
| 24    | 65 a 69 | 20    |
| 20    | 60 a 64 | 12    |
| 16    | 55 a 59 | 28    |
| 44    | 50 a 54 | 20    |
| 48    | 45 a 49 | 44    |
| 40    | 40 a 44 | 40    |
| 40    | 35 a 39 | 24    |
| 16    | 30 a 34 | 28    |
| 24    | 25 a 29 | 16    |
| 32    | 20 a 24 | 8     |
| 28    | 15 a 19 | 36    |
| 28    | 10 a 14 | 16    |
| 28    | 5 a 9   | 24    |
| 28    | 0 a 4   | 12    |

## Economia
El 2007 la població en edat de treballar era de 718 persones, 560 eren actives i 158 eren inactives. De les 560 persones actives 508 estaven ocupades (285 homes i 223 dones) i 52 estaven aturades (21 homes i 31 dones). De les 158 persones inactives 51 estaven jubilades, 52 estaven estudiant i 55 estaven classificades com a «altres inactius».

### Ingressos
El 2009 a Villeneuve-de-Marc hi havia 432 unitats fiscals que integraven 1.170 persones, la mediana anual d'ingressos fiscals per persona era de 18.654 €.

### Activitats econòmiques
Dels 37 establiments que hi havia el 2007, 1 era d'una empresa alimentària, 1 d'una empresa de fabricació de material elèctric, 2 d'empreses de fabricació d'altres productes industrials, 13 d'empreses de construcció, 5 d'empreses de comerç i reparació d'automòbils, 1 d'una empresa de transport, 3 d'empreses d'hostatgeria i restauració, 4 d'empreses financeres, 1 d'una empresa immobiliària, 3 d'empreses de serveis, 1 d'una entitat de l'administració pública i 2 d'empreses classificades com a «altres activitats de serveis».
Dels 15 establiments de servei als particulars que hi havia el 2009, 5 eren paletes, 2 guixaires pintors, 4 fusteries, 1 lampisteria, 2 restaurants i 1 agència immobiliària.
L'únic establiment comercial que hi havia el 2009 era una fleca.
L'any 2000 a Villeneuve-de-Marc hi havia 39 explotacions agrícoles que ocupaven un total de 684 hectàrees.

## Equipaments sanitaris i escolars
El 2009 hi havia una escola elemental.

## Poblacions més properes
El següent diagrama mostra les poblacions més properes.